# Don Roos
Don Roos est un réalisateur et scénariste américain né à New York le 14 avril 1955.

## Biographie
Il a étudié à l'université Notre-Dame du Lac.

## Filmographie
Réalisateur
- 1998 : Sexe et autres complications
- 2000 : M.Y.O.B. (série télévisée)
- 2000 : Un amour infini (Bounce)
- 2005 : Happy Endings
- 2009 : Un hiver à Central Park (Love And Other Impossible Pursuits)

Scénariste
- 1992 : JF partagerait appartement
- 1992 : Love Field de Jonathan Kaplan
- 1994 : Matlock (série tv, épisode The Murder Game)
- 1995 : Avec ou sans hommes de Herbert Ross
- 1996 : Diabolique de Jeremiah S. Chechik
- 1998 : Sexe et autres complications
- 2000 : M.Y.O.B.
- 2000 : Un amour infini (Bounce)
- 2005 : Happy Endings
- 2008 : Marley et Moi de David Frankel
- 2018 : Le Cercle littéraire de Guernesey (The Guernsey Literary and Potato Peel Pie Society) de Mike Newell

## Récompenses et nominations
Récompenses
- 1999 : Independent Spirit Awards pour The Opposite of Sex
- 1999 : PEN Center USA West Literary Awards pour The Opposite of Sex

Nominations
- 2005 : Satellite Awards pour Happy Endings
- 1999 : Writers Guild of America, USA, pour The Opposite of Sex
- 1998 : Festival du cinéma américain de Deauville, nommé au Grand Prix Spécial pour The Opposite of Sex